# Aïd al-Adha
L'aïd al-Adha (en arabe : عيد الأضحى, « fête du sacrifice ») ou aïd el-Kebir (عيد الكبير,, «grande fête», par opposition à l'aïd el-Fitr appelée aïd as-Seghir, ou «petite fête»), est la plus importante des fêtes musulmanes. Elle est appelée Tabaski dans les pays d'Afrique de l'Ouest et d'Afrique centrale (Tchad, Cameroun, Gabon), Bayram en Asie de l'Est, et Ghorban (du mot arabe قربان - qurbān - signifiant littéralement «sacrifice») dans les pays persanophones. 
Elle a lieu le 10 du mois de dhou al-hijja, le dernier mois du calendrier musulman, après waqfat Arafa, ou station sur le mont Arafat et marque chaque année la fin du hajj.

## Appellations
L'aïd al-Adha porte différents noms, notamment le jour du sacrifice, ainsi que l'aïd el-Kebir (« la grande fête ») par opposition à l’aïd es-Seghir ou aïd el-Fitr, « la petite fête ».
L’aïd el-Kebir est nommé la Tabaski ou Tobaski (mot sérère, ancienne fête religieuse sérère,,,) dans les pays d'Afrique de l'Ouest (Mali, Sénégal, Guinée, Gambie et Côte d'Ivoire) et d'Afrique Centrale. Au Cameroun, on utilise aussi le nom Djouldé Laihadji. En Afrique du Nord, il est appelé Tafaska chez les berbérophones. En langue Zarma-Songhay, il est appelé Tchimsi. En Turquie, il est appelé Kurban Bayramı et dans les Balkans, Kurban Bajram. En Éthiopie, il est appelé Arefa. En Indonésie, on l'appelle Lebaran Haji, à Bahreïn Aïd hejaj, en Iran Aïd qurban, et en Inde Bakrid ou Bakreed (issu de l'hindoustani बकरा ईद (bakrā īd) ou بکرا عید qui signifie « fête de la chèvre », ou du persan بقر‌عید (baqar-'îd), qui signifie « fête de la vache »),.
En France, il est parfois désigné par l’expression «fête du mouton», en français : « fête du mouton ».

## Rites et traditions musulmanes

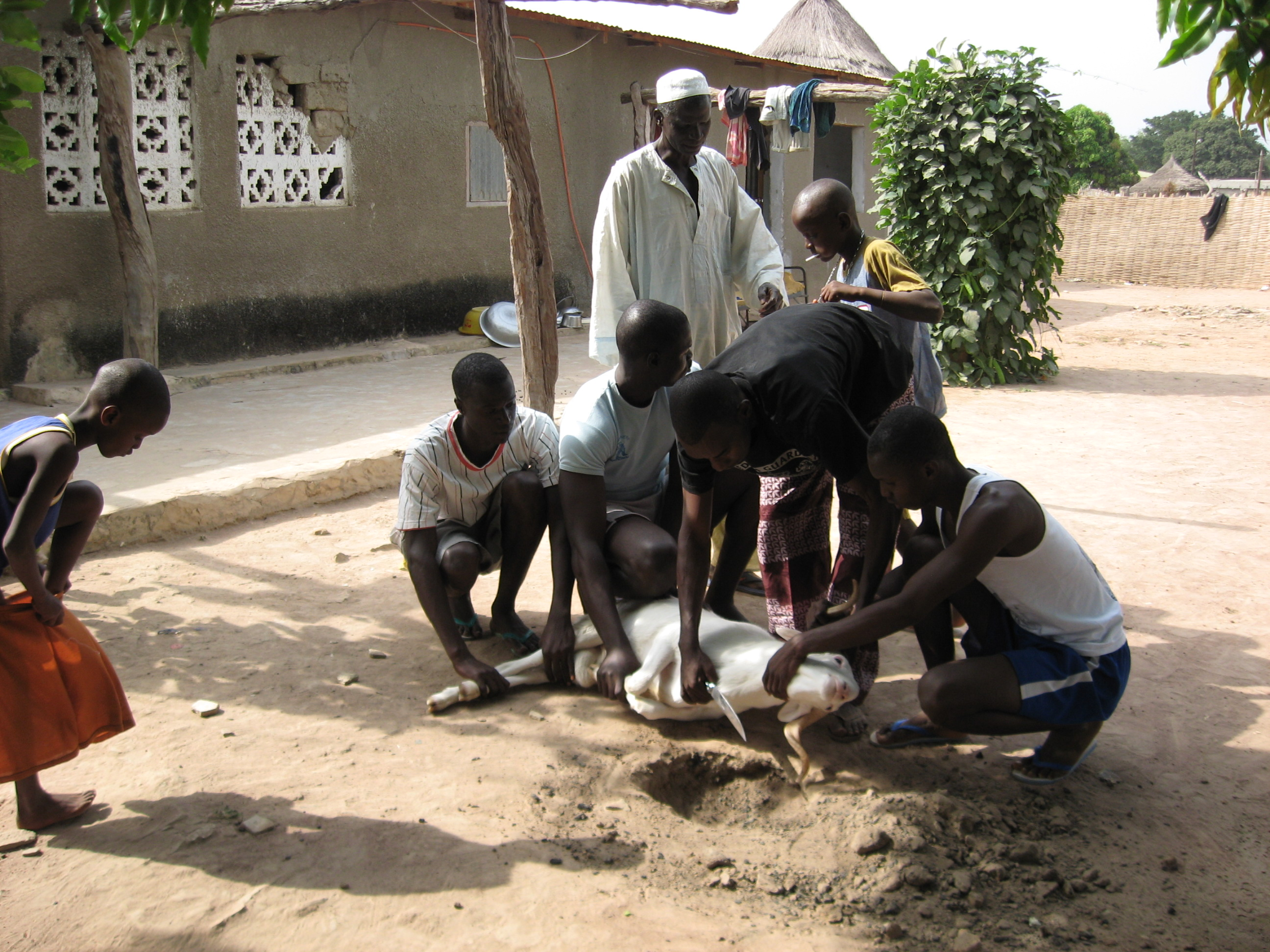
Tabaski à Kounkané (Sénégal)

Cette fête commémore la force de la foi d'Ibrahim (Abraham dans la tradition judéo-chrétienne) à son Dieu, symbolisée par l'épisode où il accepte de sacrifier, sur l'ordre de Dieu, son fils Ismaël, quoique le Coran ne précise pas s'il s'agit d'Isaac ou d'Ismaël. Dans la tradition judéo-chrétienne, cet épisode est appelé ligature d'Isaac, car le fils à sacrifier s'appelle Isaac.
Après qu'Abraham a accepté l'ordre divin, Dieu envoie l'archange Gabriel (Jibrīl) qui, au dernier moment, substitue à l'enfant un mouton qui servira d'offrande sacrificielle. En souvenir de cette dévotion d'Ibrahim à son Dieu, les familles musulmanes sacrifient un animal (le mouton qui a six mois ou la chèvre qui a deux ans ou le bovin qui a deux ans et qui est entré dans la troisième année lunaire ou le chameau qui a complété cinq ans) selon les règles en vigueur. Notamment, le musulman doit se comporter au mieux avec l'animal, Mahomet ayant dit : « Certes Allah a prescrit l'excellence dans toute chose. Ainsi lorsque vous tuez, tuez de manière parfaite et si vous égorgez, égorgez de manière parfaite. Que l'un de vous aiguise son couteau et qu'il apaise la bête qu'il égorge » .
Le jour de l'aïd el-Kebir constitue un jour de célébration dans la tradition prophétique musulmane. En effet, dès l'annonce de la vision de la nouvelle lune, les musulmans glorifient la grandeur de Dieu par le takbir. Il est également fortement recommandé de multiplier les aumônes et les cadeaux ce jour-là.
Selon l'orientaliste Eugen Mittwoch, cette fête est une récupération d'une tradition préislamique de sacrifice dans la vallée de Mina.
Dans la tradition musulmane, comme pour Ramadan, la générosité et la solidarité avec les personnes les plus démunies est mise à l'honneur pendant l'aïd al-Adha. Un dicton musulman rappelle d'ailleurs que « De toute cette viande de mouton, il n’y a que ce que l’on donne qui profite : ce que l’on a mangé est avalé, ce que l’on a donné est profitable. » Traditionnellement, il est d'ailleurs recommandé de partager la viande en trois : une part pour la famille ayant effectué le sacrifice, une part pour les voisins et les amis, et une part à offrir aux pauvres.

## Dates dans le calendrier grégorien

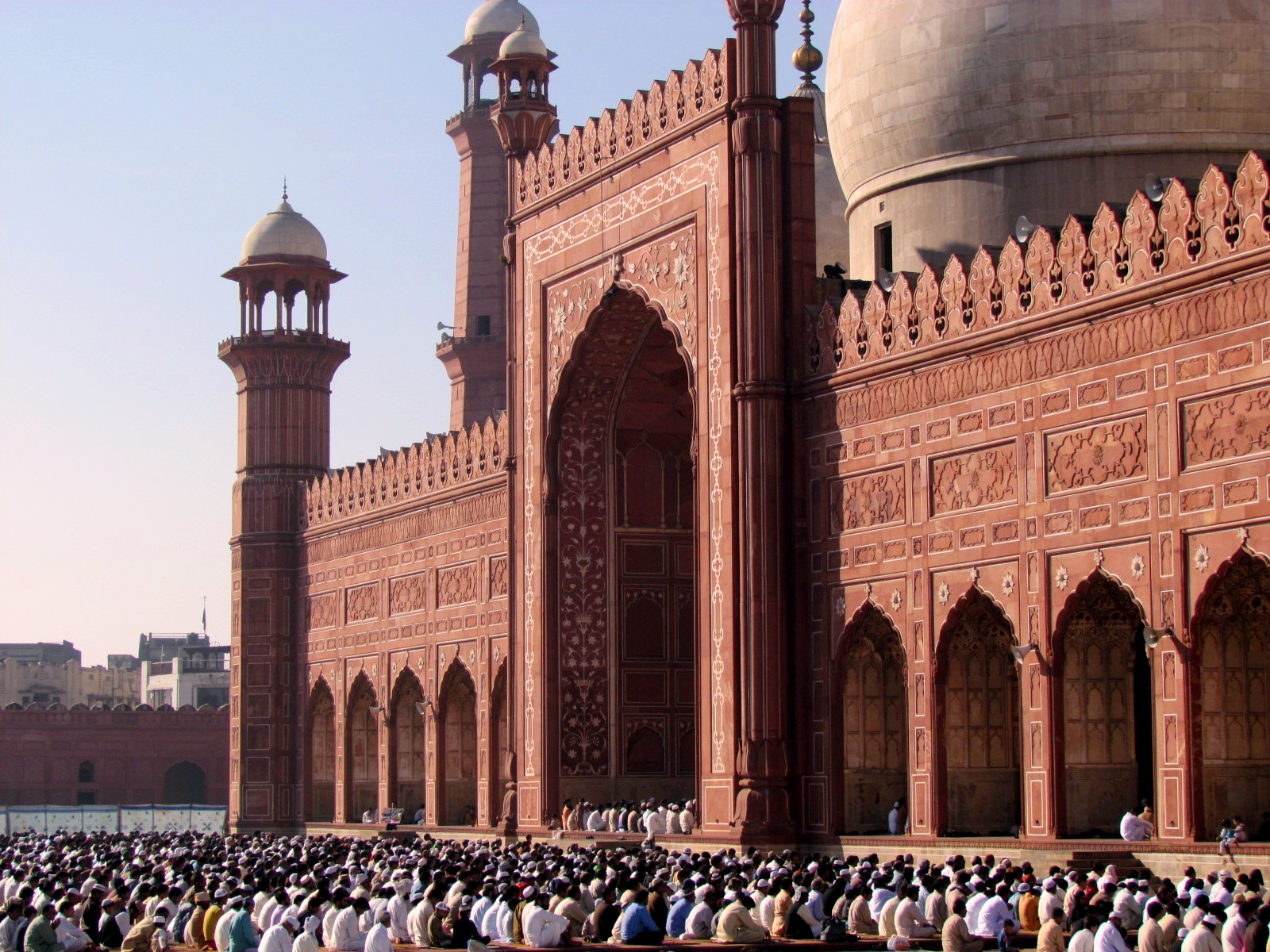
Mosquée Royale de Lahore au Pakistan

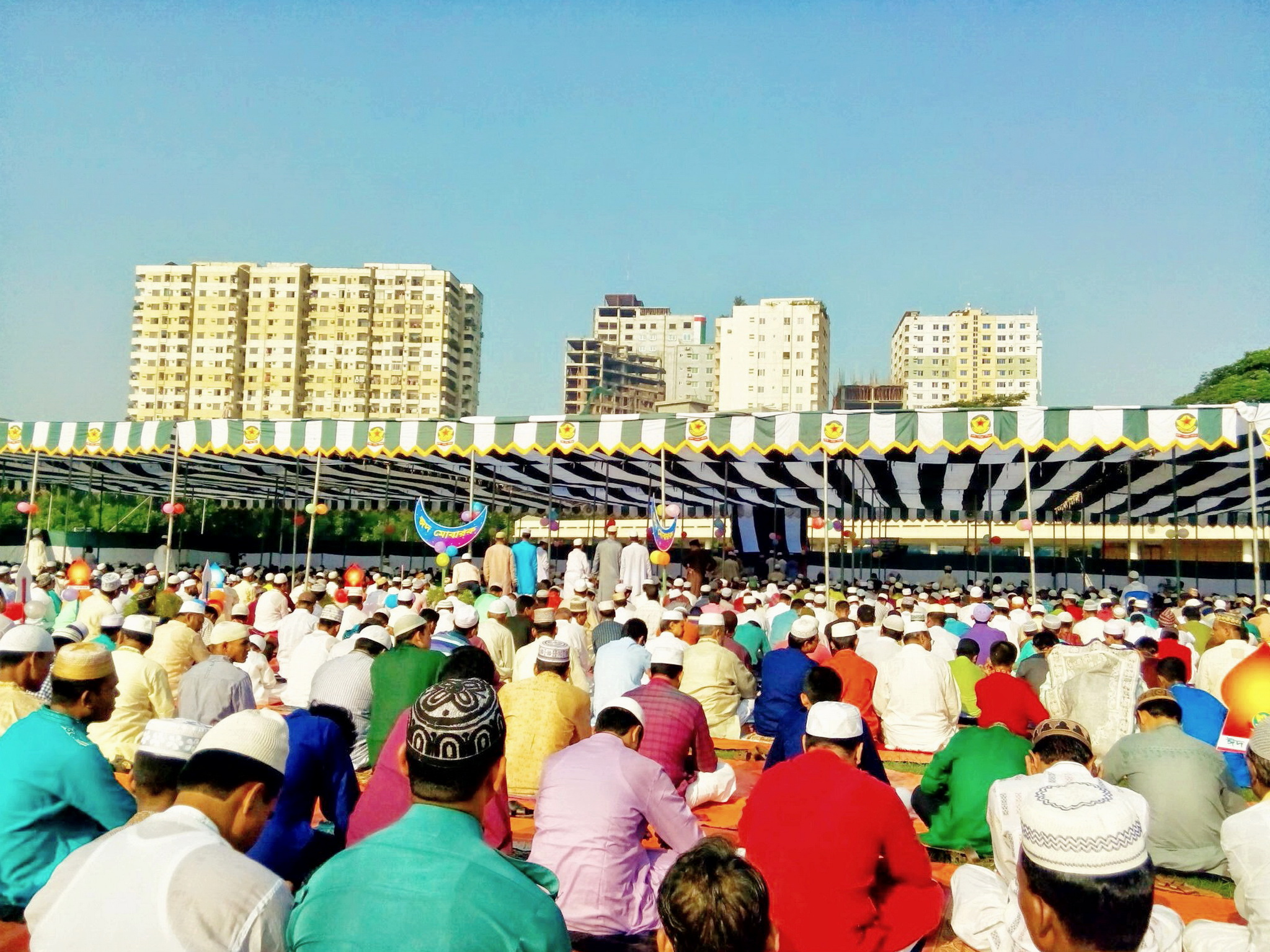
Dacca, Bangladesh

Les dates du calendrier musulman varient en fonction des phases de la lune observées localement ; le jour de la célébration de l'aïd el-Kebir varie donc géographiquement en fonction du moment où la nouvelle lune est observée.
| Année hégirienne | Date grégorienne   |
| ---------------- | ------------------ |
| 1426             | 10 janvier 2006    |
| 1427             | 31 décembre 2006   |
| 1428             | 19 décembre 2007   |
| 1429             | 8 décembre 2008    |
| 1430             | 27 novembre 2009   |
| 1431             | 16 novembre 2010   |
| 1432             | 7 novembre 2011    |
| 1433             | 26 octobre 2012    |
| 1434             | 15 octobre 2013    |
| 1435             | 4 octobre 2014     |
| 1436             | 24 septembre 2015  |
| 1437             | 12 septembre 2016  |
| 1438             | 1er septembre 2017 |
| 1439             | 21 août 2018       |
| 1440             | 11 août 2019       |
| 1441             | 31 juillet 2020    |
| 1442             | 20 juillet 2021    |
| 1443             | 8 juillet 2022     |
| 1444             | 28 juin 2023       |
| 1445             | 17 juin 2024       |
| 1446             | 6 juin 2025        |
| 1447             | 27 mai 2026        |

## Aspects éthiques et socioculturels
La pratique de ce sacrifice à domicile est controversée dans certains pays occidentaux. Cependant, certains pays européens (Belgique, France…) essaient d'organiser des abattages dans des abattoirs ou des abattoirs mobiles afin d'assurer les meilleures conditions sanitaires d'abattage.
Certains groupes de défense des droits des animaux et des vétérinaires considèrent au contraire que cette méthode d'abattage entraîne des « souffrances graves aux animaux » en comparaison de la technique d'abattage avec étourdissement préalable, une pratique relativement récente. Bien que nombre d'États n'y aient pas adhéré, la Déclaration universelle des droits de l'animal dispose notamment que « si la mise à mort d'un animal est nécessaire, elle doit être instantanée, indolore et non génératrice d'angoisse. ».
En Belgique, durant 2007, l’agence Bruxelles-Propreté a ainsi édité un fascicule distribué dans les communes et les mosquées de la région bruxelloise. Publié en quatre langues (français, arabe, turc et néerlandais), il indique les coordonnées de quatre abattoirs communaux et quatre abattoirs privés de la région de Bruxelles. La France publie chaque année une liste des sites autorisés disponibles via les services des directions départementales de la cohésion sociale et de la protection des populations (DDCSPP) et des préfectures .
Au Royaume-Uni, l'organisme indépendant Farm Animal Welfare Council (FAWC), a recommandé l'interdiction du dhabiha et de la shehita au gouvernement,. La porte-parole, la vétérinaire Judy MacArthur Clark a affirmé : « c'est une incision majeure faite à l'animal et d'affirmer que cela n'entraîne pas de souffrance est ridicule ». Le président de l'Association des vétérinaires britanniques, Peter Jinman, a soutenu que l'organisme recherchait une méthode « morale et éthique ». Selon le même organisme, la méthode employée pour la viande kasher et halal entraîne de graves souffrances et deux minutes peuvent s'écouler entre les incisions et la mort de l'animal. Compassion in World Farming soutient cette recommandation et a déclaré « nous croyons que la loi doit être changée pour obliger l'étourdissement des animaux avant l'abattage. »,. Diverses publications de recherche sur l'abattage récoltées par Compassion In World Farming démontrent entre autres que l'occlusion des vaisseaux est fréquente et que ce phénomène s'est produit dans 62,5 % dans un groupe entraînant des ballonnements importants qui ralentissent la mort des animaux[réf. souhaitée].

## Question de la substitution
Selon le juriste musulman Ibn Qayyim al-Jawziyya : « L’immolation au moment approprié vaut mieux que l’offre en aumône du prix de l’animal à sacrifier ou même de plus d'argent. Ceci s’applique aux sacrifices prévus dans le pèlerinage et à celui de la fête du Sacrifice. Car l’effusion de sang est visée puisqu’elle constitue un acte de rapprochement à Allah lié à la prière, comme on le voit dans ces propos du Très Haut : « Accomplis la prière pour ton Seigneur et sacrifie pour lui. » (Le Coran, « Le Kauther », CVIII, 2, (ar) الكوثر).
Deux fatwas du Comité permanent des recherches islamiques et de la délivrance des fatwas confirment que le don d'argent ou l'achat de viande ne remplace pas le sacrifice.
Selon le théologien contemporain Cheikh Ibn Uthaymin, il est déconseillé de faire sacrifier pour soi une bête à l'étranger : « Le fait de donner de l'argent pour que l'on pratique le sacrifice pour la personne dans un autre pays est certes contraire à la sunna. En effet la sunna est que la personne pratique le sacrifice dans sa maison pour elle et sa famille ; ils en profitent alors, ils mangent de sa viande et remercient Allah pour ce bienfait. Par contre, le fait de déplacer le sacrifice vers d'autres pays fait perdre beaucoup de bienfaits, parmi eux : le fait que les rites apparents de l'islam ne sont plus présents dans le pays ; la personne ne prononcera pas le nom d'Allah lorsqu'elle va égorger sa bête, or ceci fait partie des meilleures actions ; la personne ne pourra pas manger de la viande issue du sacrifice, alors que ceci est très important ; la personne ne peut pas être sûre que la viande de son sacrifice a été bien distribuée ; la personne ne peut pas savoir si son sacrifice a bien été pratiqué dans le temps qui lui est imparti ; la personne ne sait pas précisément quand sa bête sera sacrifiée et donc elle ne peut pas savoir à quel moment il lui est possible de nouveau se couper les ongles et les poils, etc.»
Tariq Ramadan a toutefois estimé qu'au sacrifice du mouton pouvait être substitué un don financier aux pauvres car, selon lui, « depuis bien longtemps des savants musulmans ont rappelé que l’on pouvait offrir l’équivalent du sacrifice en don d’argent ou de nourriture pour les pauvres. ».
C'est aussi l'avis de l'ancien grand mufti de Marseille, Soheib Bencheikh, considérant que l'Aïd al-Adha « n'est ni un pilier de l'islam, ni une obligation (...) comparable à la prière ou le jeûne du Ramadan » et que le droit musulman permet de le remplacer par « un don fait dans un pays où les habitants ne mangent pas à leur faim, ce qui est plus conforme à l'esprit de partage que comporte cette pratique »[source insuffisante].
Des musulmans soufis, comme Rabia al Adawiyya, le groupe des philosophes chiites ismaéliens nommé les Ikhwan al-Safa (« Frères Purs ») – ainsi que le poète à la fois hindou vishnouïte et soufi Sant Kabir, préconisèrent non seulement la substitution de dons à tout rituel sanglant lors de l'Aïd al-Adha, mais le végétarisme dans la vie quotidienne.

## Druzes
Les Druzes interprètent l'Aïd al-Adha comme la révélation de la foi unitaire en 1017 dans la mosquée Al-Hâkim du Caire devant une assemblée multiconfessionnelle.
Ils pratiquent en général le jeûne pendant les dix jours qui précèdent l'Aïd al-Adha. Le respect du jeûne est strict puisqu'il n'autorise qu'un repas léger en soirée.